# Marquesat de Paterna del Campo
El Marquesat de Paterna del Campo és un títol nobiliari espanyol creat per Carles II en 1694 a Antonio de Federigui y Solís, fill del I Senyor de Paterna del Campo, de la Casa de Federigui. El seu nom es refereix al municipi andalús de Paterna del Campo, en la província de Huelva.

## Senyors de Paterna del Campo
- Luis Federigui y Fantoni, I Senyor de Paterna del Campo.

## Marquesos de Paterna del Campo
- Antonio de Federigui y Solís, I Marquès de Paterna del Campo.
- José Federigui y Jacome, II Marquès de Paterna del Campo.
- Antonio Federigui y Tello de Guzmán, III Marquès de Paterna del Campo.
- José Federigui y Guzmán, IV Marquès de Paterna del Campo.
- María Josefa Federigui y Tovar, V Marquesa de Paterna del Campo.

- José de Vargas-Zúñiga y Federigui, VI Marquès de Paterna del Campo
- Antonio de Vargas-Zúñiga y Federigui, VII Marquès de Paterna del Campo
- María Josefa de Vargas-Zúñiga y Vargas-Zúñiga, VIII Marquesa de Paterna del Campo
- Isabel Sánchez-Arjona y Vargas-Zúñiga, IX Marquesa de Paterna del Campo
- José María Martínez y Sánchez-Arjona, X Marquès de Paterna del Campo
- Rodrigo Martinez y Sanchez-Arjona, XI Marquès de Paterna del Campo